# La sua bellezza
La sua bellezza è un singolo del gruppo musicale italiano Modà, il quinto estratto dal loro quinto album in studio Gioia, pubblicato il 7 febbraio 2014.

## Video musicale
Il video ufficiale del brano è stato pubblicato il 13 febbraio 2014. Diretto da Gaetano Morbioli, è stato girato al Museo Nicolis di Villafranca di Verona. Nel video, i membri della band sono dei meccanici in un'officina d'auto, ai quali viene consegnata una macchina da sistemare. La cliente è una donna che cerca di sedurre gli operai mentre lavorano, venendo però rifiutata da ognuno di loro. Alla fine, quando il cantante Francesco Silvestre le consegna la ricevuta, lei innervosita la strappa e si avvicina a lui in modo sensuale. Questa volta il meccanico sembra cedere alle sue avances, ma dopo aver bendato la donna ne approfitta per prendere la sua auto e andarsene con il resto del gruppo, piantandola in asso.

## Classifiche
| Classifica (2014)         | Posizione massima |
| ------------------------- | ----------------- |
| Italia                    | 49                |
| Italia (airplay)          | 17                |
| Italia (airplay italiane) | 5                 |